# Vårgårda kommun
Vårgårda kommun er en svensk kommune i Västra Götalands län. Hovedbyen er Vårgårda.

## Større byer
- Vårgårda
- Östadkulle

58°02′N 12°48′Ø / 58.03°N 12.8°Ø